# Grażyna Dutkiewicz
Grażyna Maria Dutkiewicz (ur. 1957)  – polska nefrolog, dr hab. nauk medycznych, adiunkt Kliniki Nefrologii, Transplantologii i Chorób Wewnętrznych, oraz prodziekan Wydziału Lekarskiego z Oddziałem Nauczania w Języku Angielskim Pomorskiego Uniwersytetu Medycznego w Szczecinie.

## Życiorys
W 1980 ukończyła studia medyczne w Pomorskiej Akademii Medycznej w Szczecinie. Obroniła pracę doktorską, 17 stycznia 2012 habilitowała się na podstawie dorobku naukowego i pracy zatytułowanej Związek polimorfizmu genów enzymów układu antyoksydacyjnego z czynnością przeszczepionej nerki.
Objęła funkcję adiunkta w Klinice Nefrologii, Transplantologii i Chorób Wewnętrznych, a także prodziekana na Wydziale Lekarskim z Oddziałem Nauczania w Języku Angielskim Pomorskiego Uniwersytetu Medycznego w Szczecinie.
Piastowała stanowisko starszego wykładowcy w Klinice Nefrologii, Transplantologii i Chorób Wewnętrznych na Wydziale Lekarskim Pomorskiego Uniwersytetu Medycznego w Szczecinie, oraz skarbnika Towarzystwa Internistów Polskich.

## Publikacje
- 2005: Trace elements modify the activity of sodium transporting systems in erythrocyte membrane in patients with essential hypertension - preliminary study[2]
- 2005: IL-2 and TNF-alpha promoter polymorphisms in patients with acute kidney graft rejection[2]
- 2007: Charakterystyka i znaczenie farmakokinetyczne nerkowych transporterów anionów organicznych OAT K1 i OAT K2 w wydalaniu leków anionowych przez nerki[2]
- 2009: Lack of association of polymorphisms 239+34A/C in the SOD1 gene and 47C/T in the SOD2 gene with delayed graft function and acute and chronic rejection of kidney allografts[2]